# Měchýřek
Měchýřek (latinsky folliculus, taktéž folikul) je suchý pukavý plod tvořený jedním plodolistem.

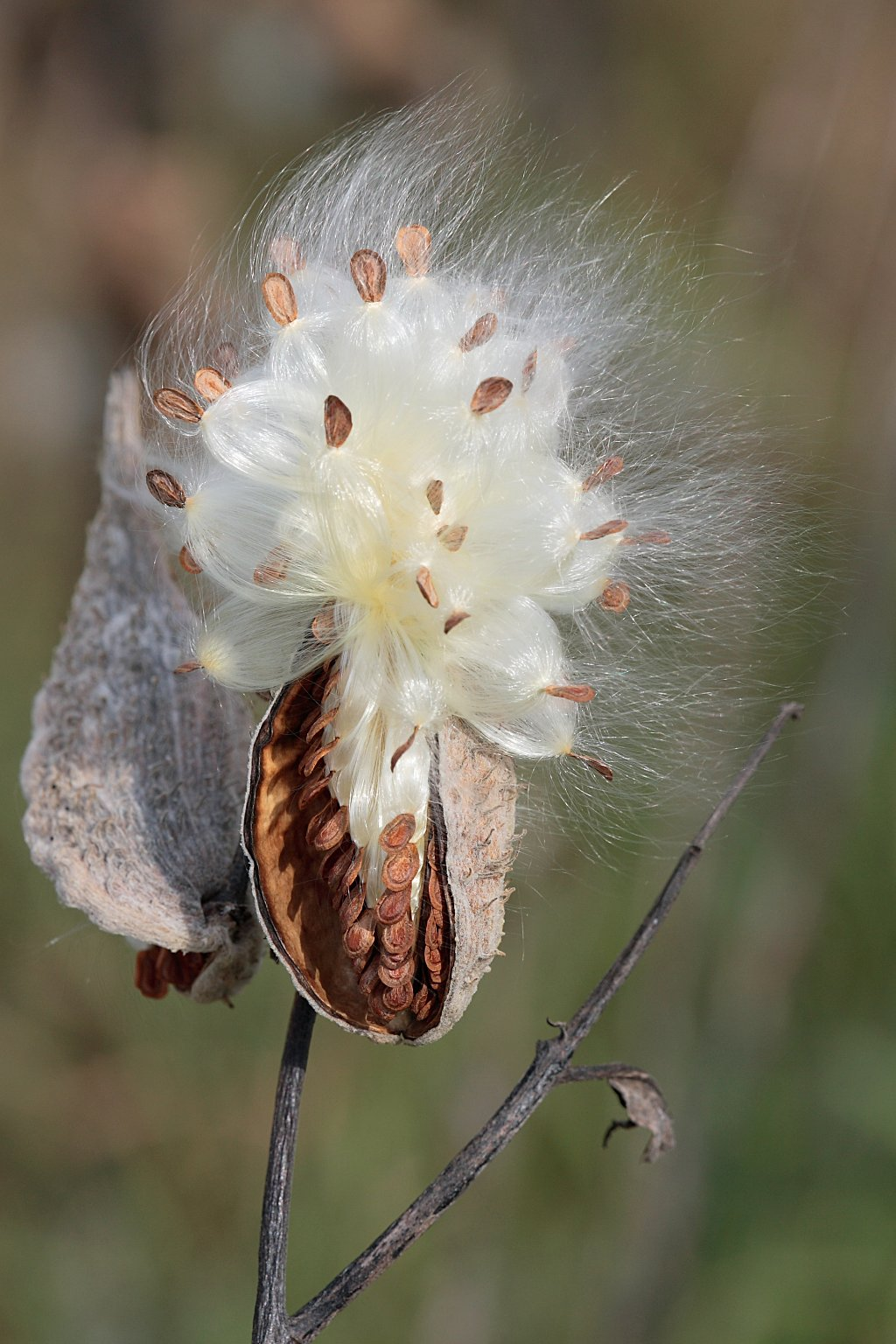
Otevřený měchýřek klejichy hedvábné

V období zralosti obsahuje převážně větší množství semen, puká jedním podélným břišním švem v místě srůstu plodolistu. Jde o vývojově nejpůvodnější typ plodu, vzniká z apokarpního gynecea. Nejčastěji se vyskytuje u rostlin z čeledě pryskyřníkovitých.
Z jednoho květu se může vytvořit jen jeden měchýřek, např. u ostrožky, nebo většinou vznikne souplodí jako u pivoňky. Obal měchýřku může být z tenké blány jako u blatouchu nebo dřevnatý (tzv. šách), např. u šácholanu. Měchýřky dále mohou být nafouklé jako má tavola nebo nenafouklé jako u tavolníku. Běžně bývá v měchýřku více semen, v několika případech ale jen jediné, příkladem za všechny je badyán.
Souplodí měchýřků zanořených do češule stonkového původu vytváří nepravý plod – malvici, např. u jabloně, hrušně, hlohu, jeřábu a pod.

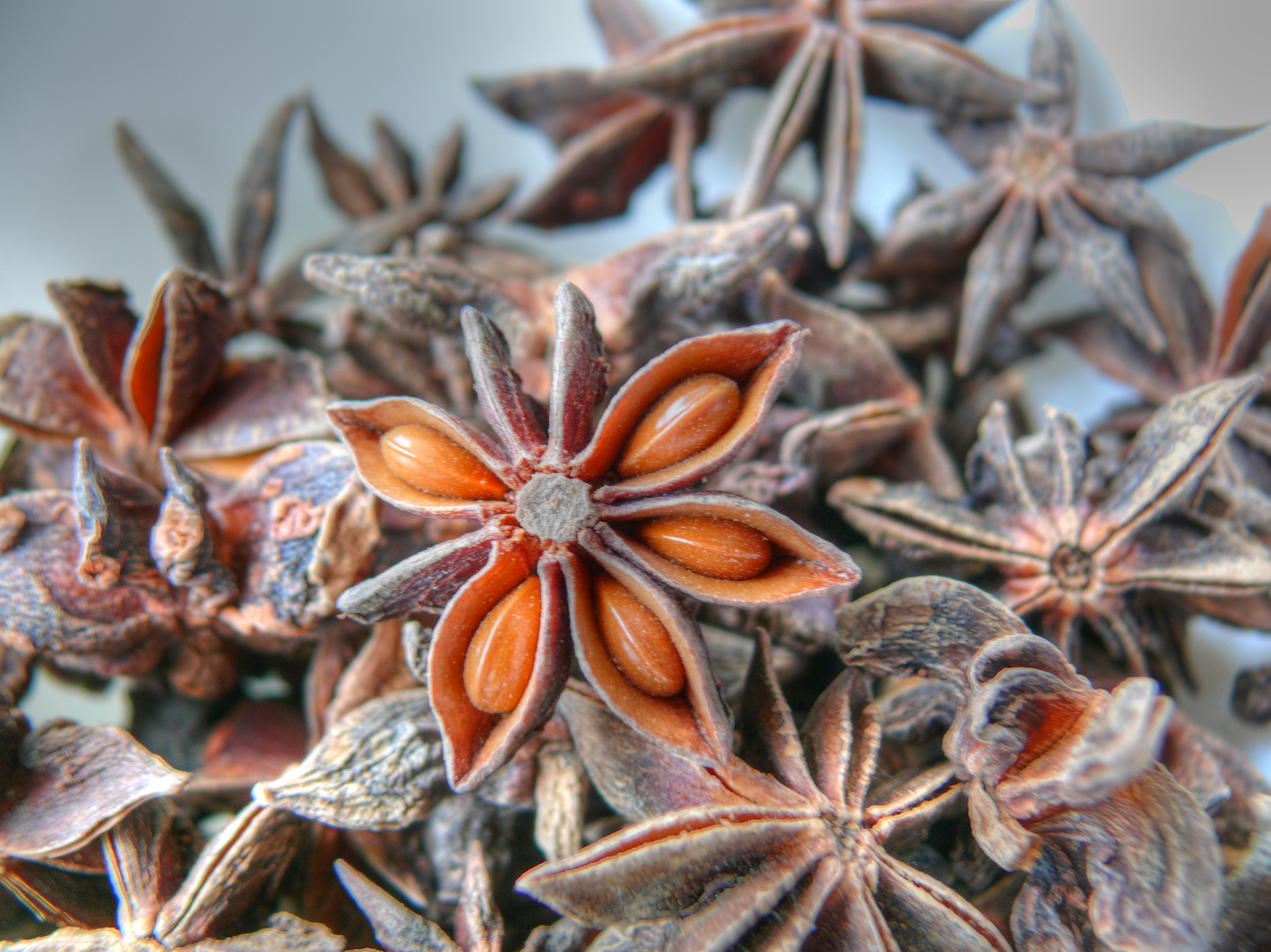
Badyáník (Illicium) souplodí měchýřků po jednom semeni
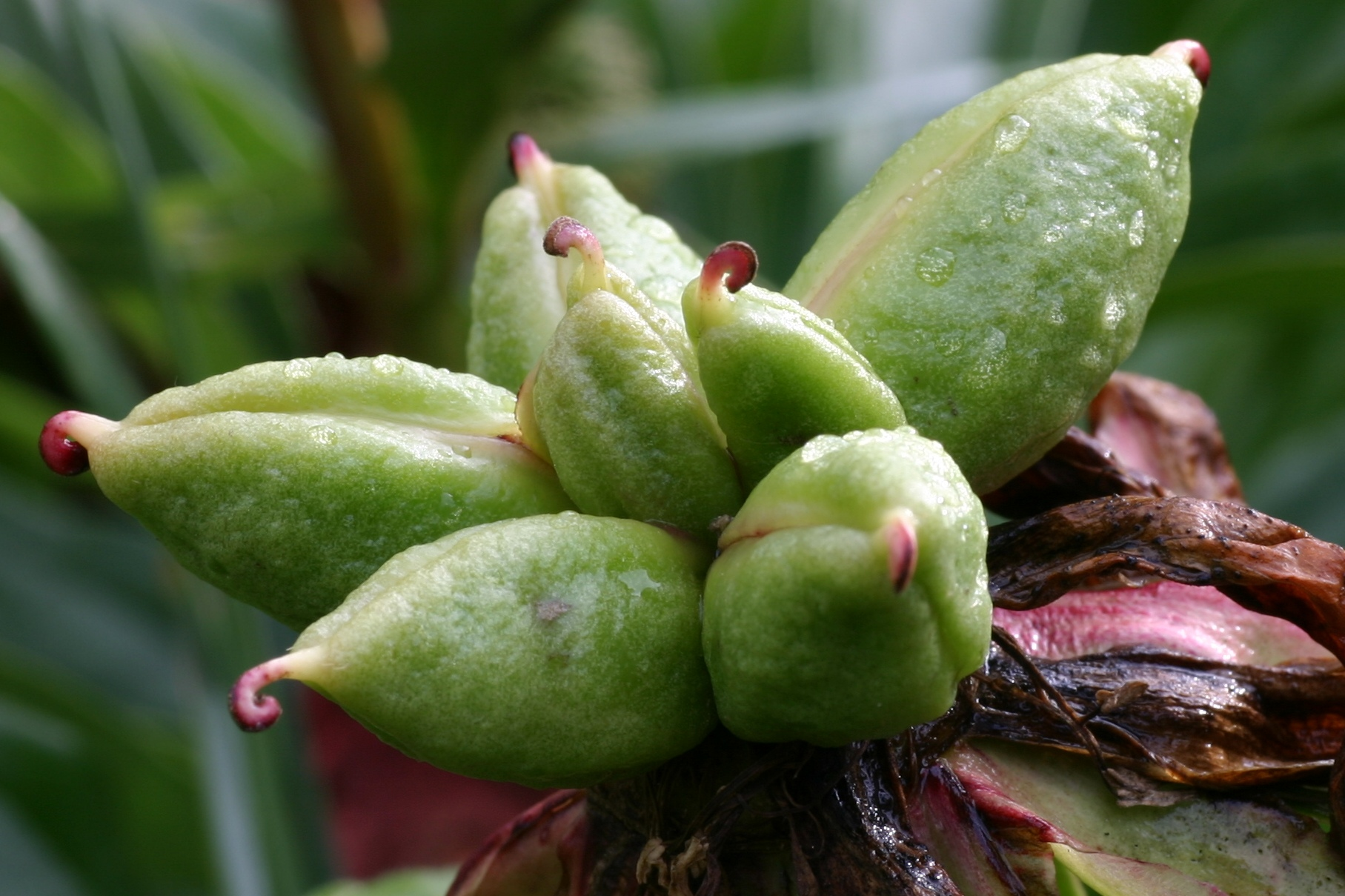
Pivoňka (Paeonia) souplodí měchýřků s více semeny
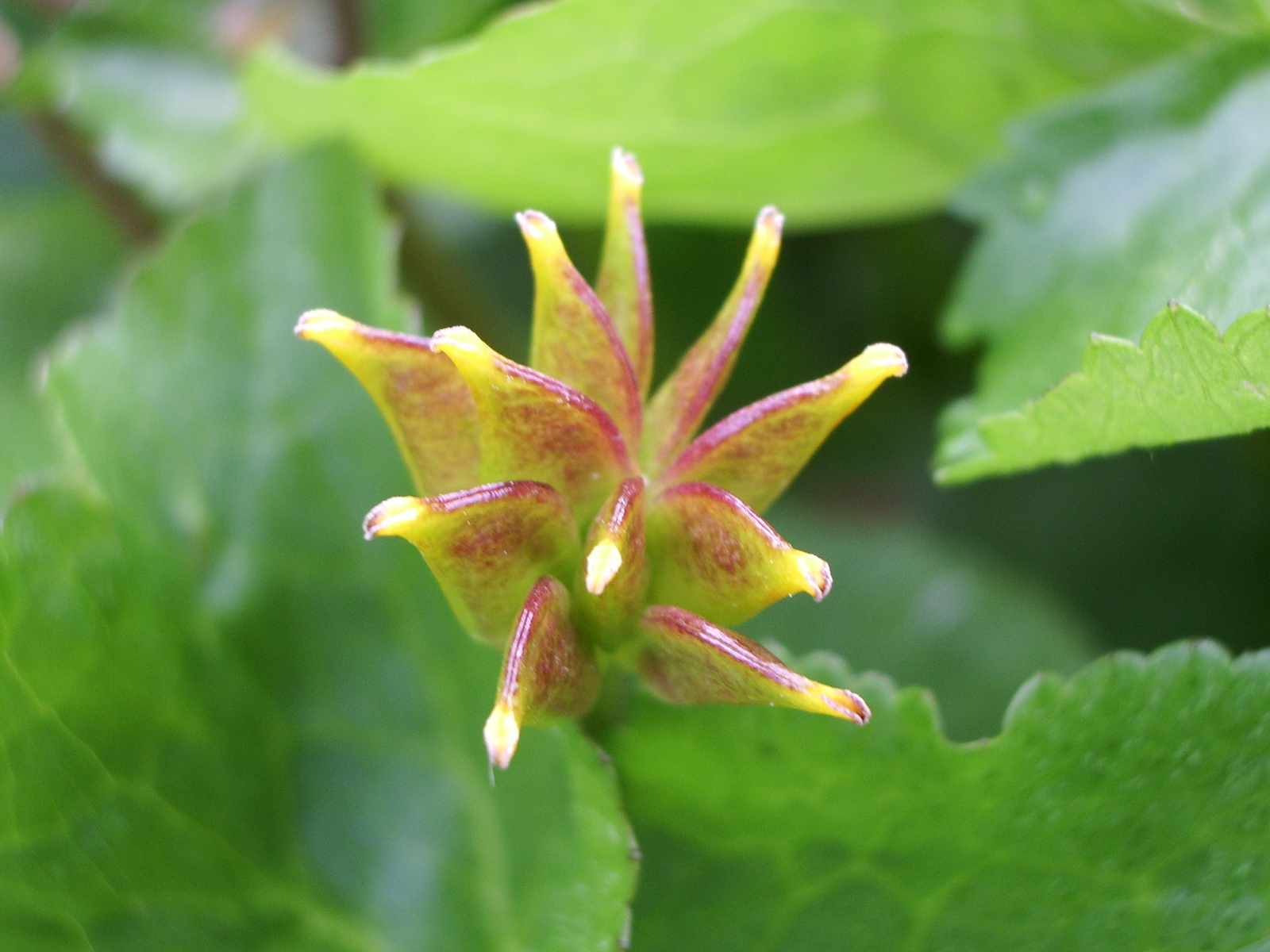
Blatouch (Caltha) blanité měchýřky
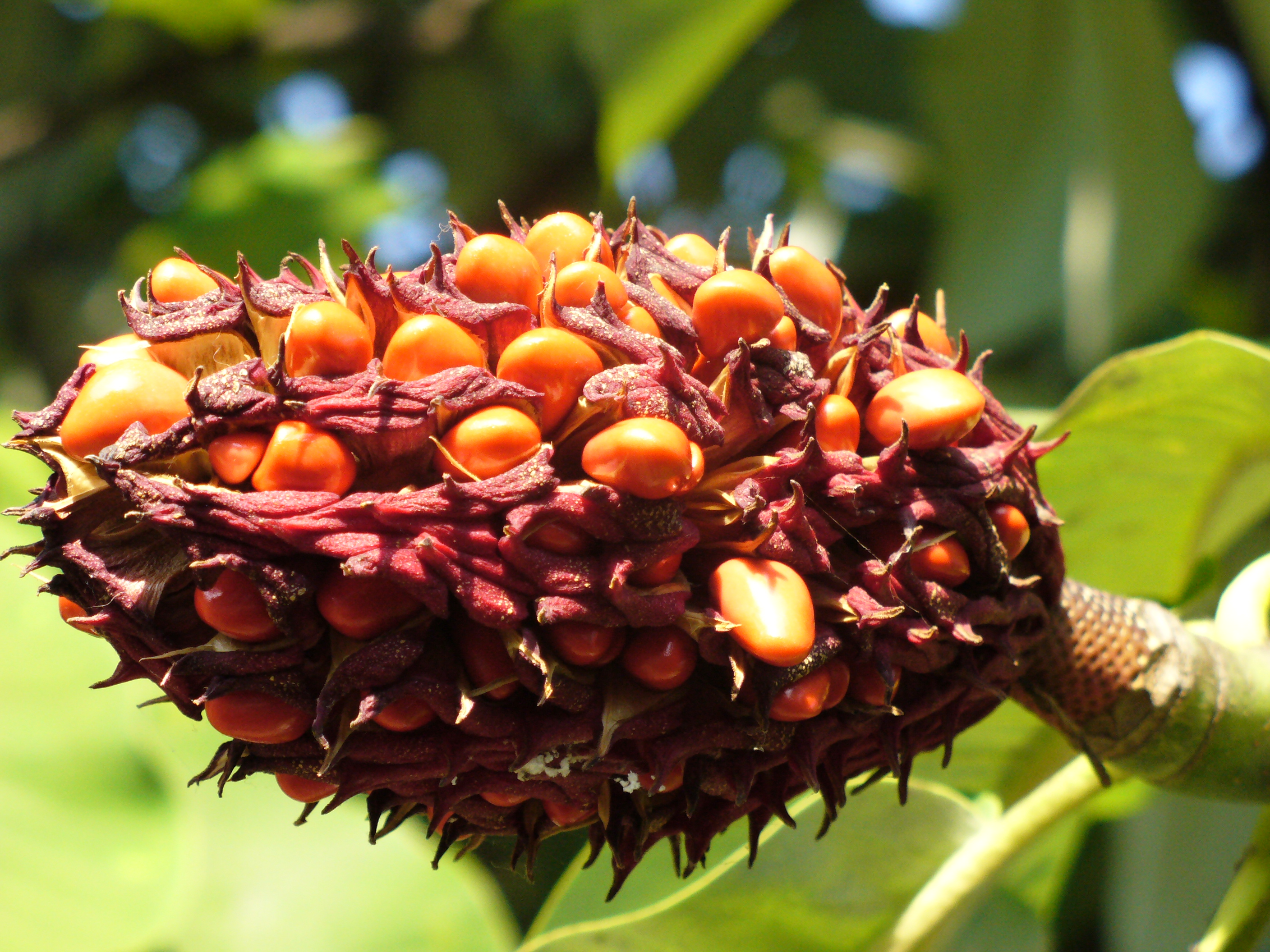
Šácholan (Magnolia) dřevnaté měchýřky